# Селен, Фритьоф (гимнаст)
Фритьоф Селен-старший (норв. Frithjof Sælen; 5 августа 1892, Берген — 9 октября 1975, Берген) — норвежский гимнаст, чемпион летних Олимпийских игр 1912 года и серебряный призёр летних Олимпийских игр 1920 года в командном первенстве по произвольной системе. Выступал за клубы «Фредриксхальдс» и «Норрона».
Был женат на Астрид Вельтцин (1892–1978). Сын, Фритьоф Селен-младший — норвежский писатель.